# Станислав Мјерошевски
Гроф Станислав Мјерошевски (пољски: Stanisław Mieroszewski; Краков, 27. децембар 1827 - 4. јануар 1900) био је политичар пољског порекла, писац, историчар и члан Царског савета Аустрије.

## Биографија
Рођен је 27. децембра 1827. године у Кракову. Био је син земљопоседника. Од 1843. до 1844. године студирао је филозофију на Универзитету у Фрибургу у Швајцарској, а од 1844. до 1847. године студирао је филозофију и правну науку на Универзитету у Фрајбургу у Немачкој. Од 1847. до 1848. године живео је у Паризу. Од 1849. до 1856. године управљао је имањима своје мајке у Хшанову. Од 1863. године је са породицом дошао у Краков.

### Политичка каријера
Од 1866. до 1872. године је био члан локалног већа у Кракову и локалног пољопривредног друштва. Од 1869. до 1874. године обављао је функцију председника Краковског окружног већа. Од 1879. до 1882. године служио је као владин саветник у Босни. Од 1883. до 1885. године био је члан Сејма Галиције и Лодомерије у Лавову.
Године 1879. помиње се као гроф Станислаус Мјерошовски фон Мјерошовице, земљопоседник, становник Кракова.

### Пензионисање и смрт
У 1885. години се повукао из јавног живота. Након кратког боравка у Братислави, 1887. године се вратио у Краков. Тамо је прикупио значајна уметничка дела и богату библиотеку. Такође је објавио бројне фељтоне и чланке (углавном писма и путописе) у новинама и часописима.
Преминуо је 4. јануара 1900. године у Кракову.